# 富塚真弓
富塚 真弓（とみづか まゆみ）は、日本の女性漫画家である。北海道出身。1970年代後半から1980年代にかけて、少女漫画雑誌『週刊マーガレット』（集英社）を中心に作品を多く発表した。

## 経歴
1976年、「ふたり物語」(集英社『週刊マーガレット』増刊)でデビューした。以後『週刊マーガレット』を中心に、高校生カップルを主人公にした「風は何色ポエム色」などの「何色シリーズ」や、札幌市を舞台に地方紙記者と女子高校生の新婚夫妻を主人公とした「赤い屋根のポプラ荘」など数多くの作品を発表し、1980年代にかけて週刊時代末期の『マーガレット』主力作家の1人となった。出身地の北海道を舞台にした作品が多い。

## 作品
※単行本刊行年

### マーガレットコミックス
- わたしのビバルディさま（1979年）
- 恋は何色イチョウ色（1979年）
- 冬は何色ココア色（1979年）
- 風は何色ポエム色（全2巻、1980年）
- 隼人くん元気?（全3巻、1981年）
- 赤い屋根のポプラ荘（全4巻、1981年～1982年）
- オレンジ★ペコの青子さん（全2巻、1982年）
- ブーツをはいた春の子猫（1983年）
- どんぐり・POP&POP（全2巻、1983年）
- トマト館のスズメたち（1984年）
- LoveSong（1984年）
- たんぽぽ苑から（全2巻、1985年）
- 恋してますか?（1985年）
- ぼくらの落書き集（1985年）
- リボンむすびのスニーカー（全2巻、1986年）
- 5月風の旅（1986年）
- 桜並木の恋人たち（1989年）

### オフィスユーコミックス
- 君がいるから（2005年）
- ありがとう母になりました!!（2006年、阿曽利子、くりきあきこ、みやぎひろみ、安武わたる共著）